# Sowing
Sowing wurde von dem englischen Mathematiker John Horton Conway erfunden, der es 1994 auf einem internationalen Workshop des Mathematical Sciences Research Institute (MSRI) über kombinatorische Spieltheorie in  Berkeley, USA, vorstellte. Es handelt sich um die erste einreihige Mancala-Variante. Obwohl das Spiel ursprünglich als mathematisches Problem gedacht war, lässt es sich auch von Nichtmathematikern spielen.

## Regeln
Sowing lässt sich mit jeder Brettgröße und jeder Anzahl von Spielstücken spielen. Ein Brett mit einer Reihe, die aus 24 Mulden (pots) besteht, in denen je drei Samen (seeds) liegen, ist eine mögliche Spielvariante.
|  | 3 | 3 | 3 | 3 | 3 | 3 | 3 | 3 | 3 | 3 | 3 | 3 | 3 | 3 | 3 | 3 | 3 | 3 | 3 | 3 | 3 | 3 | 3 | 3 |

Mögliche Startstellung
Left (dt.: Links) spielt von links nach rechts, während Right (dt.: Rechts) von rechts nach links spielt.
In jedem Zug muss ein Spieler den gesamten Inhalt einer Mulde in seine Zugrichtung auf die darauf folgenden Mulden verteilen. Dabei wird in jede Mulde ein Samen gelegt, bis alle Samen verteilt sind.
Der Inhalt einer Mulde darf nur dann verteilt werden, wenn genug Mulden in Zugrichtung liegen und der letzte Samen in eine gefüllte Mulde fallen würde.
Der letzte Spieler, der einen Zug machen kann, gewinnt. Ein Unentschieden ist nicht möglich.

## Varianten
Conway schlug als Variante vor, dass der Spieler gewinnt, der als Erster nicht mehr ziehen kann. In der Terminologie der kombinatorischen Spieltheorie heißt dieses Spiel Misère-Sowing.

## Strategie
Eine Strategie ist es, dass der Spieler Stellungen schafft, in denen er selbst ziehen kann, der Gegner aber nicht. Der Spieler, der das größte Reservoir an Zügen besitzt, hat die bessere Ausgangslage, das Spiel zu gewinnen.